# Unione Sportiva Lecce 2017-2018
Questa voce raccoglie le informazioni riguardanti l'Unione Sportiva Lecce nelle competizioni ufficiali della stagione 2017-2018.

## Stagione
I giallorossi svolgono il ritiro precampionato a Lorica (Cosenza) dal 13 al 28 luglio, alloggiando all'Hotel Park 108 ed effettuando gli allenamenti presso il campo sportivo ubicato in località Mellaro, distante poco più di 1 km dalla struttura alberghiera.
Il 10 settembre 2017, dopo le prime tre giornate di campionato, l'allenatore Roberto Rizzo si dimette dalla guida tecnica della squadra per motivi personali. Dopo una giornata in cui Primo Maragliulo aveva assunto la carica di allenatore ad interim, il 17 settembre 2017 la società affida l'incarico di allenatore a Fabio Liverani, che conduce la squadra, nel dicembre 2017, al titolo d'inverno. Il 25 febbraio 2018, dopo una striscia di ventidue risultati utili consecutivi, il Lecce perde per la seconda volta in stagione in campionato, la prima in casa e la prima con Liverani in panchina, contro la Juve Stabia (0-1). Il 29 aprile 2018, in virtù della vittoria casalinga per 1-0 sulla Paganese alla penultima giornata, il Lecce è aritmeticamente promosso in Serie B con una giornata d'anticipo sulla fine del torneo.
Con la vittoria del campionato nel girone C il Lecce si qualifica anche per la Supercoppa di Serie C 2018, che contende nel maggio 2018 alle altre due squadre vincitrici degli altri gironi, ovvero Livorno e Padova. Il trofeo viene vinto dal Padova.
In Coppa Italia Lega Pro il cammino del Lecce si chiude ai quarti di finale, dopo la sconfitta interna (0-2) contro il Cosenza.

## Divise e sponsor
Lo sponsor tecnico per la stagione 2017-2018 è Legea, per il quinto anno consecutivo. Lo sponsor ufficiale è, per la terza stagione consecutiva, Moby.
| 1° maglia | alternativa | 2° maglia | 3° maglia |

## Organigramma societario
Tratto dal sito ufficiale.
Area direttiva
- Presidente: Saverio Sticchi Damiani

Area tecnica
- Direttore sportivo:
- Allenatore: Roberto Rizzo, poi Primo Maragliulo, da settembre Fabio Liverani
- Allenatore in seconda: Primo Maragliulo, da settembre Manuel Coppola
- Collaboratore tecnico: Alessandro Morello, da settembre Federico Fabellini
- Collaboratore atletico: Raffaele Tumolo
- Preparatore atletico: Paolo Redavid, da settembre Maurizio Cantarelli
- Preparatore dei portieri: Luigi Sassanelli

Area sanitaria
- Responsabile: Giuseppe Congedo, da settembre Giuseppe Palaia
- Medici sociali: Antonio Tondo, da settembre Giuseppe Congedo, e Francesco Marti
- Massaggiatori: Alessandro Donato

## Rosa
Aggiornata al 17 aprile 2018.
| N. |                       | Ruolo | Calciatore               |
| -- | --------------------- | ----- | ------------------------ |
| 1  | Italia (bandiera)     | P     | Gianmarco Chironi        |
| 2  | Italia (bandiera)     | D     | Davide Riccardi          |
| 3  | Italia (bandiera)     | D     | Luca Di Matteo           |
| 4  | Italia (bandiera)     | C     | Marco Mancosu            |
| 5  | Italia (bandiera)     | D     | Francesco Cosenza        |
| 6  | Italia (bandiera)     | C     | Andrea Arrigoni          |
| 7  | Italia (bandiera)     | A     | Giuseppe Torromino       |
| 8  | Portogallo (bandiera) | C     | Pedro Costa Ferreira     |
| 9  | Italia (bandiera)     | A     | Matteo Di Piazza         |
| 10 | Italia (bandiera)     | C     | Franco Lepore (capitano) |
| 11 | Italia (bandiera)     | A     | Mario Pacilli            |
| 12 | Italia (bandiera)     | P     | Paolo Vicino             |
| 13 | Italia (bandiera)     | D     | Emanuele Valeri          |
| 14 | Lituania (bandiera)   | C     | Linas Mėgelaitis         |
| 15 | Italia (bandiera)     | D     | Antonio Marino           |

| N. |                     | Ruolo | Calciatore         |
| -- | ------------------- | ----- | ------------------ |
| 16 | Italia (bandiera)   | D     | Mirko Drudi        |
| 16 | Italia (bandiera)   | C     | Andrea Tabanelli   |
| 17 | Italia (bandiera)   | C     | Giacomo Lezzi      |
| 18 | Italia (bandiera)   | A     | Salvatore Caturano |
| 20 | Lituania (bandiera) | A     | Edgaras Dubickas   |
| 21 | Bulgaria (bandiera) | C     | Radoslav Conev     |
| 22 | Italia (bandiera)   | P     | Filippo Perucchini |
| 23 | Italia (bandiera)   | D     | Simone Ciancio     |
| 25 | Italia (bandiera)   | D     | Giulio Gambardella |
| 29 | Italia (bandiera)   | C     | Marco Armellino    |
| 30 | Italia (bandiera)   | A     | Mattia Persano     |
| 34 | Italia (bandiera)   | D     | Matteo Legittimo   |
| 35 | Italia (bandiera)   | A     | Andrea Saraniti    |
| 40 | Ghana (bandiera)    | C     | Ransford Selasi    |

## Calciomercato

### Sessione estiva(dal 1/7 al 31/8)
| Acquisti         | Acquisti             | Acquisti             | Acquisti                                            |
| R.               | Nome                 | da                   | Modalità                                            |
| ---------------- | -------------------- | -------------------- | --------------------------------------------------- |
| P                | Paolo Vicino         | Gravina              | svincolato                                          |
| D                | Luca Di Matteo       | Latina               | svincolato                                          |
| D                | Giulio Gambardella   | Sassuolo             | definitivo                                          |
| D                | Antonio Marino       | Modena               | svincolato                                          |
| D                | Davide Riccardi      | Verona               | prestito con diritto di riscatto e contro-riscatto  |
| D                | Emanuele Valeri      | Rieti                | definitivo                                          |
| C                | Marco Armellino      | Matera               | definitivo (200.000 €)                              |
| C                | Linas Mėgelaitis     | Švyturys Marijampolė | prestito con diritto di riscatto                    |
| A                | Matteo Di Piazza     | Foggia               | prestito oneroso (40.000 €) con diritto di riscatto |
| A                | Edgaras Dubickas     | Švyturys Marijampolė | prestito con diritto di riscatto                    |
| Altre operazioni |                      |                      |                                                     |
| R.               | Nome                 | da                   | Modalità                                            |
| P                | Filippo Perucchini   | Bologna              | rinnovo prestito                                    |
| A                | Salvatore Caturano   | Bari                 | riscatto cartellino (200.000 €)                     |
| P                | Massimiliano Benassi | Arezzo               | fine prestito                                       |
| D                | Sergio Contessa      | Reggiana             | fine prestito                                       |
| D                | Kévin Vinetot        | Mantova              | fine prestito                                       |
| C                | Eric Herrera         | Paganese             | fine prestito                                       |
| C                | Edoardo Tundo        | Virtus Francavilla   | fine prestito                                       |
| A                | Andrea Capristo      | Folgore Caratese     | fine prestito                                       |
| A                | Mattia Persano       | Siracusa             | fine prestito                                       |
| A                | Gianluca Turchetta   | Maceratese           | svincolato                                          |
| D                | Simone Cassano       | Gravina              | fine prestito                                       |
| D                | Andrea Morello       | Nardò                | fine prestito                                       |

| Cessioni         | Cessioni                 | Cessioni           | Cessioni                                           |
| R.               | Nome                     | a                  | Modalità                                           |
| ---------------- | ------------------------ | ------------------ | -------------------------------------------------- |
| P                | Marco Bleve              | Ternana            | prestito con diritto di riscatto                   |
| P                | Armando Foscarini        | Lavagnese          | prestito                                           |
| D                | Giuseppe Agostinone      | Virtus Francavilla | definitivo                                         |
| D                | Antonio Giosa            | Como               | fine prestito                                      |
| D                | Ferdinando Vitofrancesco | Feralpisalò        | definitivo                                         |
| C                | Luca Fiordilino          | Palermo            | fine prestito                                      |
| C                | Giuseppe Maimone         | Matera             | prestito con diritto di riscatto e contro-riscatto |
| C                | Gianmarco Monaco         | Virtus Francavilla | definitivo                                         |
| A                | Abdou Doumbia            | Livorno            | prestito con diritto di riscatto                   |
| A                | Michele Marconi          | Alessandria        | fine prestito                                      |
| Altre operazioni |                          |                    |                                                    |
| R.               | Nome                     | a                  | Modalità                                           |
| P                | Massimiliano Benassi     | Casertana          | definitivo                                         |
| D                | Sergio Contessa          | Padova             | definitivo                                         |
| D                | Kévin Vinetot            | Südtirol           | definitivo                                         |
| C                | Eric Herrera             | Partizani Tirana   | svincolato                                         |
| A                | Andrea Capristo          | Nardò              | prestito                                           |
| A                | Mattia Persano           | Modena             | prestito                                           |
| A                | Gianluca Turchetta       | Casertana          | prestito con diritto di riscatto e contro-riscatto |
| D                | Samuele Muci             | Correggese         | prestito                                           |
| C                | Giacomo Mengoli          | Dro                | prestito                                           |
| A                | Cristofaro Morra         | AZ Picerno         | prestito                                           |
| C                | Giorgio Bernardini       | Fasano             | prestito                                           |
| A                | Francesco Marra          | San Nicolò         | prestito                                           |
| D                | Simone Cassano           | Nardò              | svincolato                                         |
| D                | Andrea Morello           |                    | svincolato                                         |

### Trasferimenti tra le due sessioni
| Acquisti | Acquisti       | Acquisti | Acquisti      |
| Ruolo    | Nome           | da       | Modalità      |
| -------- | -------------- | -------- | ------------- |
| A        | Mattia Persano | Modena   | fine prestito |

| Cessioni | Cessioni      | Cessioni | Cessioni   |
| Ruolo    | Nome          | a        | Modalità   |
| -------- | ------------- | -------- | ---------- |
| C        | Edoardo Tundo | Aradeo   | svincolato |

### Sessione invernale(dal 3/1 al 31/1)
| Acquisti         | Acquisti          | Acquisti           | Acquisti                         |
| R.               | Nome              | da                 | Modalità                         |
| ---------------- | ----------------- | ------------------ | -------------------------------- |
| D                | Matteo Legittimo  | Trapani            | definitivo                       |
| C                | Ransford Selasi   | Pescara            | prestito con diritto di riscatto |
| C                | Andrea Tabanelli  | Padova             | definitivo                       |
| A                | Andrea Saraniti   | Virtus Francavilla | definitivo                       |
| Altre operazioni |                   |                    |                                  |
| R.               | Nome              | da                 | Modalità                         |
| P                | Armando Foscarini | Lavagnese          | fine prestito                    |

| Cessioni         | Cessioni          | Cessioni | Cessioni   |
| R.               | Nome              | a        | Modalità   |
| ---------------- | ----------------- | -------- | ---------- |
| D                | Mirko Drudi       | Trapani  | definitivo |
| Altre operazioni |                   |          |            |
| R.               | Nome              | a        | Modalità   |
| P                | Armando Foscarini | Rieti    | prestito   |

### Trasferimenti dopo la sessione invernale (dopo il 31/1)
| Acquisti | Acquisti | Acquisti | Acquisti |
| R.       | Nome     | da       | Modalità |
| -------- | -------- | -------- | -------- |

| Cessioni | Cessioni           | Cessioni   | Cessioni   |
| R.       | Nome               | a          | Modalità   |
| -------- | ------------------ | ---------- | ---------- |
| A        | Giuseppe Torromino | svincolato | definitivo |

## Risultati

### Serie C

#### Girone di andata
| Arbitro: | Volpi (Arezzo) |

|                 |           |               |
| Abruzzese 90+3’ | Marcatori | 60’ Di Piazza |

| Arbitro: | Robilotta (Sala Consilina) |

|                               |           |                   |
| Torromino 45+1’ Di Piazza 47’ | Marcatori | 55’ (rig.) Murano |

| Arbitro: | Massimi (Termoli) |

|                                         |           |  |
| Biagianti 20’ Marchese 78’ Russotto 82’ | Marcatori |  |

| Arbitro: | Zufferli (Udine) |

|             |           |  |
| Mancosu 59’ | Marcatori |  |

| Arbitro: | Cipriani (Empoli) |

|                 |           |                                     |
| Lukanovic 90+2’ | Marcatori | 5’ Lepore 14’ Torromino 45’ Cosenza |

| Arbitro: | D'Apice (Arezzo) |

|                                               |           |            |
| Caturano 32’ Costa Ferreira 49’ Di Piazza 80’ | Marcatori | 60’ Risolo |

| Arbitro: | Proietti (Terni) |

|                                       |           |                            |
| Caturano 20’ (rig.) 45’ Di Piazza 22’ | Marcatori | 33’ (rig.) 47’ Arcidiacono |

| Arbitro: | Maggioni (Lecco) |

|                     |           |                                |
| Lisi 50’ Paponi 74’ | Marcatori | 38’ Di Piazza 53’ 55’ Caturano |

| Lecce 14 ottobre 2017, ore 14:30 CEST 9ª giornata | Lecce              | 0 – 0 referto | Akragas | Stadio Via del Mare (8.536 spett.)\| Arbitro: \| Zanonato (Vicenza) \| |
| Arbitro:                                          | Zanonato (Vicenza) |               |         |                                                                        |

| Arbitro: | Sozza (Seregno) |

|  |           |             |
|  | Marcatori | 63’ Mancosu |

| Arbitro: | Marchetti (Ostia Lido) |

|             |           |  |
| Mancosu 74’ | Marcatori |  |

| Arbitro: | Camplone (Pescara) |

|               |           |                |
| Lattanzio 51’ | Marcatori | 90+2’ Riccardi |

| Arbitro: | Viotti (Tivoli) |

|                            |           |           |
| Di Piazza 53’ Riccardi 87’ | Marcatori | 82’ Galli |

| Arbitro: | Mei (Pesaro) |

|             |           |                                       |
| Catania 73’ | Marcatori | 15’ Armellino 24’ Di Piazza 64’ Conev |

| Arbitro: | Zingarelli (Siena) |

|                                     |           |                      |
| Torromino 27’ Ciancio 30’ Conev 43’ | Marcatori | 14’, 25’ Bianchimano |

| Fondi 25 novembre 2017, ore 16:30 CET 16ª giornata | Racing Fondi       | 0 – 0 referto | Lecce | Stadio Domenico Purificato (229 spett.)\| Arbitro: \| Dionisi (L'Aquila) \| |
| Arbitro:                                           | Dionisi (L'Aquila) |               |       |                                                                             |

| 3 dicembre 2017, ore CET 17ª giornata |  | – Turno di riposo Lecce |  |  |

| Arbitro: | Volpi (Arezzo) |

|              |           |               |
| Cesaretti 6’ | Marcatori | 59’ Armellino |

| Arbitro: | Fiorini (Frosinone) |

|                          |           |  |
| Cosenza 24’ Caturano 80’ | Marcatori |  |

#### Girone di ritorno
| Arbitro: | Cipriani (Empoli) |

|                                                  |           |  |
| Torromino 29’ Lepore 35’ Caturano 47’ (rig.) 60’ | Marcatori |  |

| Arbitro: | Valiante (Salerno) |

|            |           |            |
| Murano 35’ | Marcatori | 5’ Mancosu |

| Arbitro: | Maggioni (Lecco) |

|               |           |                 |
| Di Piazza 67’ | Marcatori | 19’ (rig.) Lodi |

| Arbitro: | Amabile (Vicenza) |

|  |           |             |
|  | Marcatori | 69’ Cosenza |

| Arbitro: | Proietti (Terni) |

|                                               |           |                |
| Saraniti 11’ Di Nunzio 55’ (aut.) Mancosu 70’ | Marcatori | 26’ A. Letizia |

| Arbitro: | Viotti (Tivoli) |

|            |           |                            |
| Markic 54’ | Marcatori | 47’ Torromino 82’ Saraniti |

| Catania 18 febbraio 2018, ore 16:30 CET 26ª giornata | Sicula Leonzio     | 0 – 0 referto | Lecce | Stadio Angelo Massimino (1.000 spett.)\| Arbitro: \| Camplone (Pescara) \| |
| Arbitro:                                             | Camplone (Pescara) |               |       |                                                                            |

| Arbitro: | Mei (Pesaro) |

|  |           |              |
|  | Marcatori | 71’ Mastalli |

| Arbitro: | Marchetti (Ostia Lido) |

|  |           |                           |
|  | Marcatori | 25’ Saraniti 89’ Dubickas |

| Lecce 11 marzo 2018, ore 18:30 CET 29ª giornata | Lecce             | 0 – 0 referto | Matera | Stadio Via del Mare (9.596 spett.)\| Arbitro: \| Massimi (Termoli) \| |
| Arbitro:                                        | Massimi (Termoli) |               |        |                                                                       |

| Arbitro: | Amabile (Vicenza) |

|  |           |              |
|  | Marcatori | 74’ Saraniti |

| Arbitro: | Sozza (Seregno) |

|                           |           |                            |
| Di Piazza 21’ Mancosu 28’ | Marcatori | 31’ Tiritiello 52’ Taurino |

| Arbitro: | Volpi (Arezzo) |

|               |           |  |
| Turchetta 45’ | Marcatori |  |

| Arbitro: | Cipriani (Empoli) |

|           |           |                  |
| Marino 4’ | Marcatori | 12’ De Silvestro |

| Arbitro: | Proietti (Terni) |

|  |           |             |
|  | Marcatori | 11’ Mancosu |

| Arbitro: | Valiante (Salerno) |

|                          |           |  |
| Lepore 28’ Di Piazza 86’ | Marcatori |  |

| 22 aprile 2018 36ª giornata |  | – Turno di riposo Lecce |  |  |

| Arbitro: | Maggioni (Lecco) |

|               |           |  |
| Armellino 17’ | Marcatori |  |

| Arbitro: | Gualtieri (Asti) |

|                                                                  |           |             |
| Legittimo 5’ (aut.) D. Donnarumma 18’ Minicucci 85’ Genchi 90+5’ | Marcatori | 2’ Saraniti |

### Coppa Italia

#### Turni eliminatori
| Arbitro: | Massimi (Termoli) |

|                                              |           |  |
| Caturano 25’ Lepore 81’ (rig.) Torromino 82’ | Marcatori |  |

| Arbitro: | Serra (Torino) |

|             |           |                   |
| Firenze 61’ | Marcatori | 34’ 46’ Di Piazza |

| Arbitro: | Chiffi (Padova) |

|                                   |           |                   |
| Raffini 79’ Burrai 83’ Parodi 89’ | Marcatori | 7’, 48’ Di Piazza |

### Coppa Italia Serie C

#### Fase a eliminazione diretta
| Arbitro: | G. Miele (Nola) |

|                                 |           |          |
| Mancosu 75’ (rig.) Dubickas 90’ | Marcatori | 64’ Azzi |

| Arbitro: | D'Ascanio (Ancona) |

|                                                |           |  |
| Dubickas 39’ Costa Ferreira 50’ Megelaitis 88’ | Marcatori |  |

| Arbitro: | Perotti (Legnano) |

|  |           |                        |
|  | Marcatori | 61’ Okereke 68’ Loviso |

### Supercoppa Serie C
| 12 maggio 2018 1ª giornata |  | – Turno di riposo Lecce |  |  |

| Arbitro: | D'Ascanio (Ancona) |

|                                              |           |               |
| Morelli 4’ Murilo 18’ Vantaggiato 56’ (rig.) | Marcatori | 22’ Di Piazza |

| Arbitro: | Zufferli (Udine) |

|  |           |                 |
|  | Marcatori | 15’ Cappelletti |

## Statistiche

### Statistiche di squadra
Statistiche aggiornate al 27 maggio 2018.
| Competizione         | Punti | In casa | In casa | In casa | In casa | In casa | In casa | In trasferta | In trasferta | In trasferta | In trasferta | In trasferta | In trasferta | Totale | Totale | Totale | Totale | Totale | Totale | D.R. |
| Competizione         | Punti | G       | V       | N       | P       | Gf      | Gs      | G            | V            | N            | P            | Gf           | Gs           | G      | V      | N      | P      | Gf     | Gs     | D.R. |
| -------------------- | ----- | ------- | ------- | ------- | ------- | ------- | ------- | ------------ | ------------ | ------------ | ------------ | ------------ | ------------ | ------ | ------ | ------ | ------ | ------ | ------ | ---- |
| Serie C              | 74    | 18      | 12      | 5       | 1       | 31      | 13      | 18           | 9            | 6            | 3            | 22           | 17           | 36     | 21     | 11     | 4      | 53     | 30     | +23  |
| Coppa Italia         | -     | 1       | 1       | 0       | 0       | 3       | 0       | 2            | 1            | 0            | 1            | 4            | 4            | 3      | 2      | 0      | 1      | 7      | 4      | +3   |
| Coppa Italia Serie C | -     | 3       | 2       | 0       | 1       | 5       | 3       | -            | -            | -            | -            | -            | -            | 3      | 2      | 0      | 1      | 5      | 3      | +2   |
| Supercoppa Serie C   | 0     | 1       | 0       | 0       | 1       | 0       | 1       | 1            | 0            | 0            | 1            | 1            | 3            | 2      | 0      | 0      | 2      | 1      | 4      | -3   |
| Totale               | 74    | 23      | 15      | 5       | 3       | 39      | 17      | 21           | 10           | 6            | 5            | 27           | 24           | 44     | 25     | 11     | 8      | 66     | 41     | +25  |

### Andamento in campionato
| Giornata  | 1 | 2 | 3 | 4 | 5 | 6 | 7 | 8 | 9 | 10 | 11 | 12 | 13 | 14 | 15 | 16 | 17 | 18 | 19 | 20 | 21 | 22 | 23 | 24 | 25 | 26 | 27 | 28 | 29 | 30 | 31 | 32 | 33 | 34 | 35 | 36 | 37 | 38 |
| --------- | - | - | - | - | - | - | - | - | - | -- | -- | -- | -- | -- | -- | -- | -- | -- | -- | -- | -- | -- | -- | -- | -- | -- | -- | -- | -- | -- | -- | -- | -- | -- | -- | -- | -- | -- |
| Luogo     | T | C | T | C | T | C | C | T | C | T  | C  | T  | C  | T  | C  | C  |    | T  | C  | C  | T  | C  | T  | T  | C  | T  | C  | T  | C  | T  | C  | T  | C  | T  | C  | -  | C  | T  |
| Risultato | N | V | P | V | V | V | V | V | N | V  | V  | N  | V  | V  | V  | N  | -  | N  | V  | V  | N  | N  | V  | V  | V  | V  | P  | V  | N  | V  | N  | P  | N  | V  | V  | -  | V  | P  |
| Posizione | 9 | 4 | 5 | 3 | 4 | 4 | 2 | 1 | 1 | 1  | 1  | 1  | 1  | 1  | 1  | 1  | 1  | 1  | 1  | 1  | 1  | 1  | 1  | 1  | 1  | 1  | 1  | 1  | 1  | 1  | 1  | 1  | 1  | 1  | 1  | 1  | 1  | 1  |

Legenda:

Luogo: C = Casa; T = Trasferta. Risultato: V = Vittoria; N = Pareggio; P = Sconfitta.

### Statistiche dei giocatori
In corsivo i giocatori ceduti a stagione in corso.
| Giocatore         | Serie C  | Serie C | Serie C     | Serie C    | Coppa Italia | Coppa Italia | Coppa Italia | Coppa Italia | Coppa Italia Serie C | Coppa Italia Serie C | Coppa Italia Serie C | Coppa Italia Serie C | Supercoppa Serie C | Supercoppa Serie C | Supercoppa Serie C | Supercoppa Serie C | Totale   | Totale | Totale      | Totale     |
| Giocatore         | Presenze | Reti    | Ammonizioni | Espulsioni | Presenze     | Reti         | Ammonizioni  | Espulsioni   | Presenze             | Reti                 | Ammonizioni          | Espulsioni           | Presenze           | Reti               | Ammonizioni        | Espulsioni         | Presenze | Reti   | Ammonizioni | Espulsioni |
| ----------------- | -------- | ------- | ----------- | ---------- | ------------ | ------------ | ------------ | ------------ | -------------------- | -------------------- | -------------------- | -------------------- | ------------------ | ------------------ | ------------------ | ------------------ | -------- | ------ | ----------- | ---------- |
| M. Armellino      | 34       | 3       | 6           | 0          | -            | -            | -            | -            | -                    | -                    | -                    | -                    | 1                  | 0                  | 0                  | 0                  | 35       | 3      | 6           | 0          |
| A. Arrigoni       | 36       | 0       | 4           | 0          | 3            | 0            | 0            | 0            | 3                    | 0                    | 1                    | 0                    | 2                  | 0                  | 0                  | 0                  | 44       | 0      | 5           | 0          |
| S. Caturano       | 30       | 8       | 2           | 0          | 3            | 1            | 1            | 0            | 1                    | 0                    | 0                    | 0                    | 1                  | 0                  | 0                  | 0                  | 35       | 9      | 3           | 0          |
| G. Chironi        | 1        | -4      | 0           | 0          | 0            | -0           | 0            | 0            | 3                    | -3                   | 0                    | 0                    | 0                  | -0                 | 0                  | 0                  | 4        | -7     | 0           | 0          |
| S. Ciancio        | 21       | 1       | 0           | 0          | 3            | 0            | 0            | 0            | 3                    | 0                    | 1                    | 0                    | 1                  | 0                  | 0                  | 0                  | 28       | 1      | 1           | 0          |
| F. Cosenza        | 32       | 3       | 14          | 0          | 2            | 0            | 0            | 0            | 1                    | 0                    | 0                    | 0                    | 2                  | 0                  | 0                  | 0                  | 37       | 3      | 14          | 0          |
| P. Costa Ferreira | 26       | 1       | 3           | 0          | 2            | 0            | 0            | 0            | 2                    | 1                    | 0                    | 0                    | 2                  | 0                  | 0                  | 0                  | 32       | 2      | 3           | 0          |
| L. Di Matteo      | 29       | 0       | 3           | 0          | 3            | 0            | 0            | 0            | 1                    | 0                    | 0                    | 0                    | 1                  | 0                  | 0                  | 0                  | 34       | 0      | 3           | 0          |
| M. Di Piazza      | 30       | 10      | 3           | 1          | 3            | 4            | 1            | 0            | 2                    | 0                    | 0                    | 0                    | 2                  | 1                  | 0                  | 0                  | 37       | 15     | 4           | 1          |
| M. Drudi          | 12       | 0       | 4           | 0          | 3            | 0            | 0            | 0            | 1                    | 0                    | 0                    | 0                    | -                  | -                  | -                  | -                  | 16       | 0      | 4           | 0          |
| E. Dubickas       | 14       | 1       | 0           | 0          | -            | -            | -            | -            | 2                    | 2                    | 0                    | 0                    | -                  | -                  | -                  | -                  | 16       | 3      | 0           | 0          |
| G. Gambardella    | -        | -       | -           | -          | -            | -            | -            | -            | 2                    | 0                    | 0                    | 0                    | -                  | -                  | -                  | -                  | 2        | 0      | 0           | 0          |
| F. Lepore         | 32       | 3       | 3           | 0          | 3            | 1            | 0            | 0            | 1                    | 0                    | 0                    | 0                    | 1                  | 0                  | 0                  | 0                  | 37       | 4      | 3           | 0          |
| M. Legittimo      | 13       | 0       | 0           | 0          | -            | -            | -            | -            | 1                    | 0                    | 0                    | 0                    | 1                  | 0                  | 0                  | 0                  | 15       | 0      | 0           | 0          |
| G. Lezzi          | 1        | 0       | 0           | 0          | -            | -            | -            | -            | -                    | -                    | -                    | -                    | -                  | -                  | -                  | -                  | 1        | 0      | 0           | 0          |
| M. Mancosu        | 33       | 7       | 3           | 0          | 3            | 0            | 0            | 0            | 3                    | 1                    | 1                    | 0                    | 2                  | 0                  | 0                  | 0                  | 41       | 8      | 4           | 0          |
| A. Marino         | 25       | 1       | 0           | 0          | 3            | 0            | 0            | 0            | 1                    | 0                    | 0                    | 0                    | 2                  | 0                  | 0                  | 0                  | 31       | 1      | 0           | 0          |
| L. Mėgelaitis     | 6        | 0       | 0           | 0          | 2            | 0            | 0            | 0            | 3                    | 1                    | 0                    | 0                    | -                  | -                  | -                  | -                  | 11       | 1      | 0           | 0          |
| M. Pacilli        | 14       | 0       | 1           | 0          | 2            | 0            | 0            | 0            | 2                    | 0                    | 0                    | 0                    | -                  | -                  | -                  | -                  | 18       | 0      | 1           | 0          |
| M. Persano        | 7        | 0       | 0           | 0          | -            | -            | -            | -            | 1                    | 0                    | 0                    | 0                    | 2                  | 0                  | 0                  | 0                  | 10       | 0      | 0           | 0          |
| F. Perucchini     | 35       | -26     | 3           | 0          | 3            | -4           | 1            | 0            | -                    | -                    | -                    | -                    | 2                  | -4                 | 0                  | 0                  | 40       | -34    | 4           | 0          |
| D. Riccardi       | 14       | 2       | 3           | 0          | -            | -            | -            | -            | 3                    | 0                    | 0                    | 0                    | -                  | -                  | -                  | -                  | 17       | 2      | 3           | 0          |
| A. Saraniti       | 13       | 5       | 1           | 0          | -            | -            | -            | -            | -                    | -                    | -                    | -                    | 2                  | 0                  | 0                  | 0                  | 15       | 5      | 1           | 0          |
| R. Selasi         | 7        | 0       | 0           | 0          | -            | -            | -            | -            | 1                    | 0                    | 0                    | 0                    | 1                  | 0                  | 0                  | 0                  | 9        | 0      | 0           | 0          |
| A. Tabanelli      | 11       | 0       | 0           | 0          | -            | -            | -            | -            | -                    | -                    | -                    | -                    | 2                  | 0                  | 0                  | 0                  | 13       | 0      | 0           | 0          |
| G. Torromino      | 31       | 5       | 1           | 0          | 3            | 1            | 0            | 0            | 2                    | 0                    | 0                    | 0                    | -                  | -                  | -                  | -                  | 36       | 6      | 1           | 0          |
| R. Tsonev         | 21       | 2       | 4           | 0          | 1            | 0            | 0            | 0            | 1                    | 0                    | 0                    | 0                    | 1                  | 0                  | 0                  | 0                  | 24       | 2      | 4           | 0          |
| E. Valeri         | 3        | 0       | 1           | 0          | -            | -            | -            | -            | 1                    | 0                    | 0                    | 0                    | 2                  | 0                  | 0                  | 0                  | 6        | 0      | 1           | 0          |
| P. Vicino         | 0        | -0      | 0           | 0          | 0            | -0           | 0            | 0            | 0                    | -0                   | 0                    | 0                    | 0                  | -0                 | 0                  | 0                  | 0        | -0     | 0           | 0          |

## Giovanili

### Organigramma
Dal sito ufficiale della società
- Allenatore Primavera: Claudio Luperto
- Allenatore Formazione Under 17: Davide Mazzotta
- Allenatore Formazione Under 16: Alberto Giuliatto
- Allenatore Formazione Under 15: Stefano de Padova